# Goran Krmac
Goran Krmac, slovenski tubist, skladatelj in aranžer, dejaven na področju jazzovske, folk, pop, elektroakustične in eksperimentalne glasbe, * 10. julij 1979, Koper, SFRJ.
Redno sodeluje v zasedbah Rudi Bučar Trio in Sozvočja Slovenije (Sounds of Slovenia), kot dirigent in umetniški vodja Big banda Cerknica in kot skladatelj ter aranžer glasbe za manjše in večje zasedbe, gledališče, film in radijske igre.

## Življenje in delo
Krmac je začel glasbeno izobraževanje v Kopru, kjer je obiskoval pouk klavirja in tube ter sodeloval v Pihalnem orkestru Koper. Študij tube je nadaljeval na Akademiji za glasbo v Ljubljani in kasneje na Konservatoriju princa Clausa v Groningenu na Nizozemskem, kjer je leta 2008 diplomiral iz jazzovske glasbe.
V času bivanja na Nizozemskem je sodeloval z mednarodnimi jazzovskimi izvajalci, kot so Kaja Draksler, Tarek Yamani, Michael Moore in člani amsterdamske improvizacijske scene. Po vrnitvi v Slovenijo leta 2010 se je vključil v lokalno jazzovsko sceno in postal član zasedb Next, Sounds of Slovenia ter dolgoletni sodelavec Rudija Bučarja in Janeza Dovča.
Od leta 2013 vodi Big band Cerknica. Nastopa tudi kot solist in izdajatelj avtorske glasbe, v kateri združuje akustične in elektronske elemente. Med drugimi projekti je prispeval glasbo za dokumentarni film Mesto svetlobe, gledališko igro George Kaplan in več radijskih iger. Leta 2022 je ustvaril glasbo za intermedijski projekt Plastični jazz, leto kasneje pa sodeloval pri interaktivni otroški predstavi Mišja glasbena hiša.
V letih 2020–2023 je sodeloval pri koncertni seriji Sneberska 33 (kasneje GodibodiTV), ki je nastala kot odziv na koncertno praznino v času pandemije covida-19.

## Umetniški pristop
Krmac je znan po inovativni rabi tube kot basovskega in melodičnega instrumenta. Pogosto jo kombinira s tolkali, povezanimi s programsko opremo Ableton Live, in igra tudi trobento ter klaviature. Njegovo ustvarjanje zaznamuje raziskovanje zvočnih možnosti in sodobna glasbena izraznost

## Izbrana diskografija[14]

### Kot vodja
- Pozabljena ljudstva (Celinka, 2016)[15]
- Planetarium (Celinka, 2019)[16]

### Kot soavtor
- Dovč/Krmac/Mureškič - Baraka (Celinka, 2013)[17][18][19]
- Dovč/Krmac - #biti (Celinka, 2022)[20]

### Kot član zasedb
- Kaja Draksler - Akropola (Goga, 2008)[21]

- Boštjan Simon - There Be Monsters (Klopotec, 2017)[22]

- Rudi Bučar - Kambjale so čase (Celinka, 2020)[23]

- Janez Dovč & Sounds of Slovenia - Sozvočja (Celinka, 2021)[24]

### Kot skladatelj
- Mesto svetlobe (EnaBanda, 2017)[25]

- V vesolju (RTV Slovenija, 2023)[26]